# Idaea trissorma
Idaea trissorma är en fjärilsart som beskrevs av Turner 1926. Idaea trissorma ingår i släktet Idaea och familjen mätare. Inga underarter finns listade i Catalogue of Life.